# Charles Marie de La Condamine
Charles Marie de La Condamine (28. ledna 1701 Paříž – 4. února 1774 Paříž) byl francouzský cestovatel, geograf a matematik. Strávil deset let v současném Ekvádoru, kde připravil první mapu oblasti Amazonky vzniklou na základě astronomických pozorování.

## Bibliografie

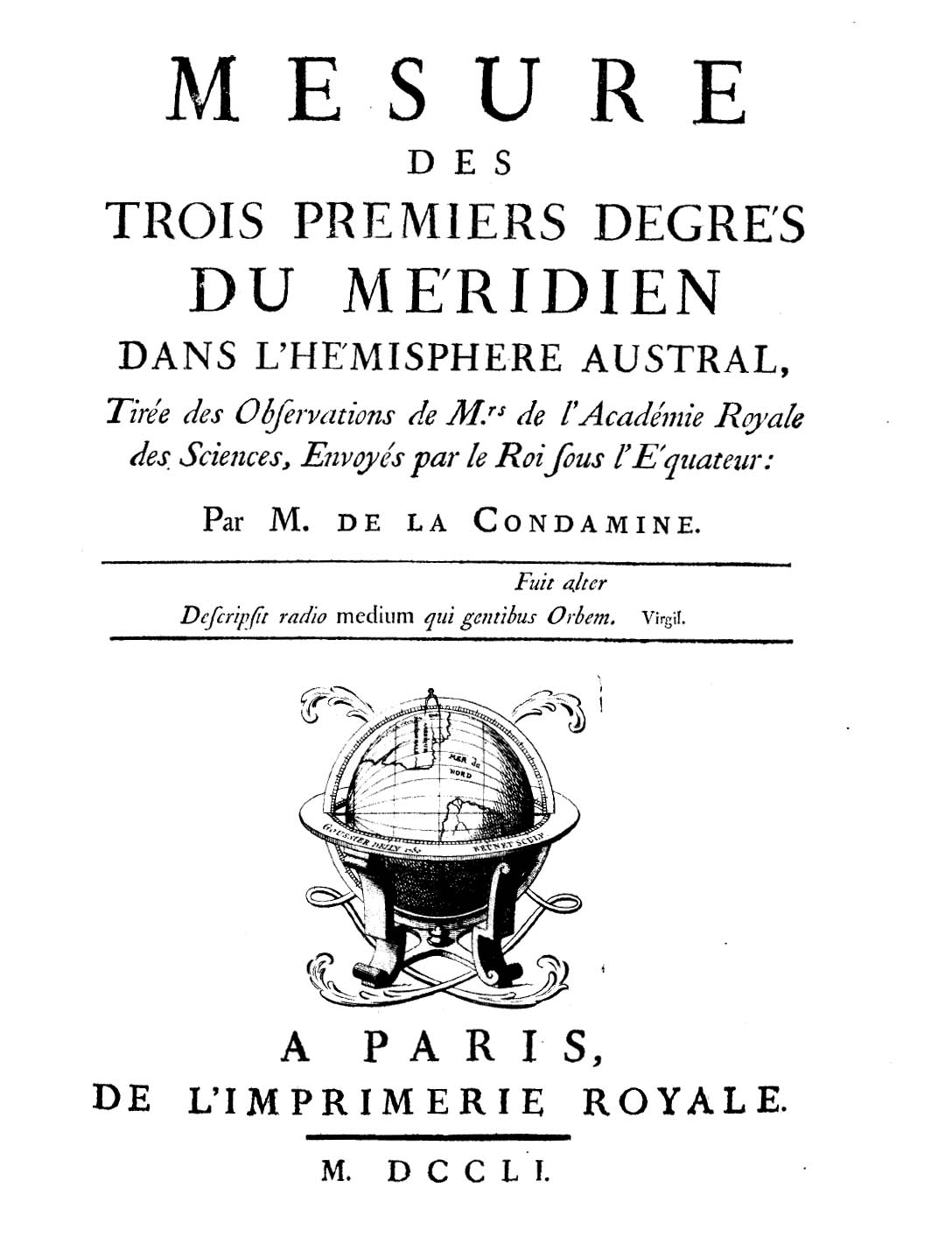
Mesure des trois premiers degrés du méridien dans l'hémisphere austral, 1751

### Jižní Amerika
- Journal du voyage fait par ordre du roi à l'équateur. Paříž: [s.n.], 1751.
- Relation abrégée d'un voyage fait dans l'intérieur del'Amérique méridionale. Paříž: [s.n.], 1759.

### Ostatní
- La figure de la terre déterminée. Paříž: [s.n.], 1749.
- Mesure des trois premiers degrés du méridien dans l'hémisphère australe. Paříž: [s.n.], 1751.
- Histoire de l'inoculation de la petite vérole. Amsterdam: [s.n.], 1773.